# 波吉亚莱圣乔治堂
波吉亚莱圣乔治堂（San Giorgio in Poggiale）是一座被废弃的原天主教教堂，现在是博洛尼亚储蓄银行基金会的艺术与历史图书馆，巴洛克风格，位于意大利博洛尼亚市中心的纳扎里奥索罗街（Via Nazario Sauro）20号。

## 历史
自伦巴第时代以来，此处一直有教堂存在，但目前的布局是由建筑师托马索·马泰利设计，建于1589 年至1633 年之间。该堂最早的管理者是圣母忠仆会神父。1798年，教堂和毗邻的修道院被拿破仑政府取缔。直到1919年，前面的街道称为波吉亚莱街（Via del Poggiale）。钟楼建于1760年至1763年。随着公国的恢复，该堂被分配给方济各会直到1842年，然后在1882年分配给耶稣会。在1943年9月25日轰炸中，该堂部分被毁。。
在战后的几十年里，这座建筑几乎被摧毁，被博洛尼亚储蓄银行的基金会收购，他们委托建筑师米凯莱·德·卢基进行重建。现代图书馆于2009年开放。在阅览室有克劳迪奥·帕米吉尼亚尼、皮耶罗·皮齐·卡内拉的画作“主教座堂系列”。
该堂已失去内部所有的画作。中殿曾经有贾科莫·博尼和贾辛托·加罗法里尼的壁画。天花板曾有卢卡·安东尼奥·比斯特加的壁画。小堂的祭坛画属于卢奇奥·马萨里、安娜·玛丽亚·克雷辛贝尼、马坎托尼奥·弗朗切西尼、埃米利奥·塔鲁菲、恩里科·哈夫纳、格里利、乔瓦尼·巴蒂斯塔·贝尔图西奥和马斯特莱塔。祭衣间由弗朗切斯科·塔多利尼设计，彼得罗尼奥·塔多利尼、安东尼奥·甘贝利尼和马蒂诺·巴古提装饰。
1985年7月22日至31日，鲁契亚诺·帕瓦罗蒂在这个空间录制了那不勒斯歌曲《激情》（Passione）。
44°29′51″N 11°20′21″E / 44.4974°N 11.3392°E